# Верхнемактаминское сельское поселение
Верхнемактаминское се́льское поселе́ние — муниципальное образование в Альметьевском районе Татарстана Российской Федерации.
Административный центр — село Верхняя Мактама.

## История
Статус и границы сельского поселения установлены Законом Республики Татарстан от 31 января 2005 года № 9-ЗРТ «Об установлении границ территорий и статусе муниципального образования "Альметьевский муниципальный район" и муниципальных образований в его составе».

## Население
| 2010  | 2011  | 2012  | 2013  | 2014  | 2015  | 2016  |
| ----- | ----- | ----- | ----- | ----- | ----- | ----- |
| 1073  | →1073 | ↗1077 | ↗1092 | ↗1102 | ↗1114 | ↗1147 |
| 2017  | 2018  |       |       |       |       |       |
| ↗1150 | ↗1165 |       |       |       |       |       |

## Состав сельского поселения
| № | Населённый пункт | Тип населённого пункта       | Население |
| - | ---------------- | ---------------------------- | --------- |
| 1 | Верхняя Мактама  | село, административный центр |           |
| 2 | Туктар           | деревня                      |           |